# Diglyphus mandibularis
Diglyphus mandibularis är en stekelart som beskrevs av Muhammad Sharif Khan 1985. Diglyphus mandibularis ingår i släktet Diglyphus och familjen finglanssteklar. Inga underarter finns listade i Catalogue of Life.